# العلاقات البريطانية التركية
العلاقات بين تركيا والمملكة المتحدة هي علاقات خارجية بين الجمهورية التركية والمملكة المتحدة لبريطانيا العظمى وإيرلندا الشمالية. تشترك الأمتان بتاريخ طويل للغاية وخاضتا العديد من الحروب، كالحروب التي وقعت خلال الحرب العالمية الأولى. ولو أنهما كانتا قد تحالفتا أيضًا في مرات عديدة، كما حدث في حرب القرم. كلا البلدين يحافظ على علاقتهما في الوقت الراهن من خلال السفارة البريطانية في أنقرة والسفارة التركية في لندن.
تحافظ كل من تركيا والمملكة المتحدة على علاقات ثنائية ودية للغاية. قام الرئيس التركي جودت صوناي بزيارة رسمية إلى المملكة المتحدة في نوفمبر من عام 1967. وقام أيضًا الرئيس كنعان أورن بزيارة رسمية إلى المملكة المتحدة في يوليو من عام 1988. وقامت الملكة إليزابيث الثانية بزيارة رسمية إلى تركيا في أكتوبر من عام 1971 وفي شهر مايو من عام 2008. كلا البلدين عضو في مجموعة العشرين ومجلس أوروبا وحلف شمال الأطلسي. وقعت المملكة المتحدة اتفاقية تجارة حرة مع تركيا في 29 ديسمبر 2020.

## التاريخ
في عام 1600، تشكل التحالف الإنجليزي المغربي بين إنجلترا والدول العثمانية التابعة في الساحل البربري. دافع البريطانيون عن الدولة العثمانية ضد روسيا قبل العام 1914، وأشهر تلك الدفاعات كانت خلال حرب القرم في الستينيات من القرن التاسع عشر.

### القرن العشرون
كانت بريطانيا قبل العام 1914 المدافع الرئيسي عن الدولة العثمانية، ولا سيما في وجه التهديدات الروسية. شهدت العلاقة بين تركيا وبريطانيا تحولًا جذريًا مع إبرام ألمانيا لصفقة أفضل وفي عام 1914 انضمت بورتي (الحكومة العثمانية) إلى الحرب العالمية الأولى ضد بريطانيا. اتضح التغير مع تنفيذ سفينتين تابعتين لبحريتها اشتُريتا مؤخرًا، كانتا ما تزالان تُداران من قبل طواقمهما الألمانية وتُقادان من قبل أدميرالهما الألماني، لغارة البحر الأسود، وهو هجوم مباغت ضد الموانئ الروسية في 29 أكتوبر 1914. ردت روسيا بإعلان الحرب في 1 نوفمبر 1914 ومن ثم أعلن حليفا روسيا، بريطانيا وفرنسا، الحرب على الدولة العثمانية في 5 نوفمبر 1914. ولم تتضح على الفور أسباب الإجراء العثماني.
تفككت الدولة العثمانية، التي كانت فلسطين جزءًا منها، بعد مدة قصيرة من انتهاء الحرب العالمية الأولى، وجرى حلها رسميًا بحلول عام 1923 بموجب اتفاقية لوزان. شهدت السنوات الأولى من الحرب العالمية الأولى عدة انتصارات عثمانية هامة ضد الإمبراطورية البريطانية، مثل حملة جاليبولي وحصار الكوت. كانت فلسطين سابقًا جزءًا من الدولة العثمانية. وأعربت بريطانيا من خلال وعد بلفور عام 1916 عن نيتها دعم إنشاء وطن يهودي. كان البريطانيون قد دخلوا في محادثات، عبر مراسلات الحسين-مكماهون، مع العائلة الهاشمية تتعلق بفكرة دولة عربية مستقلة. بقيت هذه المحادثات غير حاسمة واتسمت بالغموض إلا أنها اشتملت على دعم ضمني من بريطانيا لدولة عربية مستقلة مقابل ثورة عربية كبرى ناجحة خلال الحرب الأولى. ساهم البريطانيون في هزيمة القوات العثمانية في عام 1917، بقيادة الجنرال إدموند ألنبي خلال الثورة العربية الكبرى تحت توجيهات ضباط الاستخبارات البريطانية، كان أشهرهم توماس إدوارد لورانس، واحتلت القوات الفرنسية والبريطانية سيناء ومعظم سوريا الكبرى. وكانت الأراضي تحت إدارة البريطانيين لما تبقى من الحرب.
وقد فاز في هذه الحرب الحلفاء، بما في ذلك المملكة المتحدة. احتلت قوات الحلفاء، بقيادة المملكة المتحدة، عاصمة الدولة العثمانية، إسطنبول.

#### فترة ما بين الحربين العالميتين

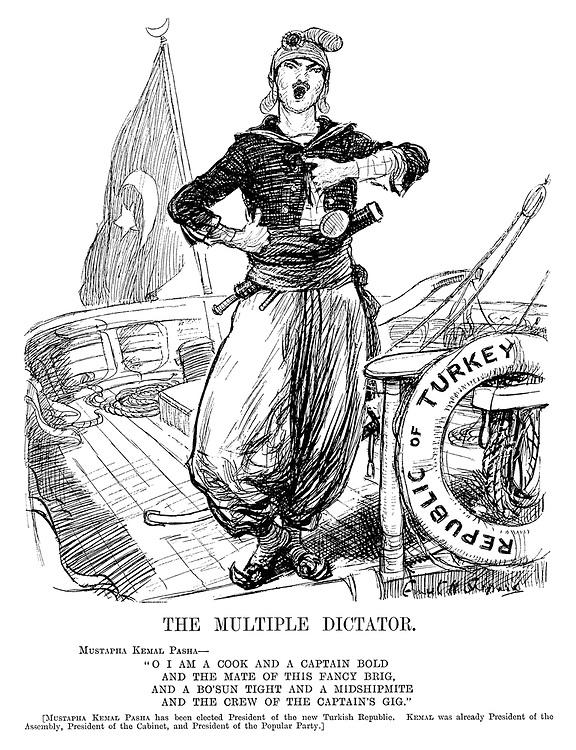
رسم كاريكاتير بريطاني عام 1923 هجاء من حكم مصطفى كمال أتاتورك في تركيا.

بعد الحرب العالمية الأولى، أرادت الحكومة العثمانية بقيادة داماد فريد باشا، الذي قال إنه "يعلق آماله أولاً على الله ثم على الحكومة البريطانية"، إقامة علاقات وثيقة مع بريطانيا. ومع ذلك، أدى احتلال اسطنبول وإزمير إلى إنشاء حركة وطنية تركية، عارضت السياسة البريطانية بشأن تركيا وفازت في حرب الاستقلال التركية (1919-1923) بقيادة مصطفى كمال أتاتورك. أدى التعامل مع أزمة جنق قلعة (سبتمبر إلى أكتوبر 1922) بين المملكة المتحدة والحكومة التركية في أنقرة إلى انهيار وزارة ديفيد لويد جورج في 19 أكتوبر 1922 والاستقلال السياسي لكندا عن المملكة المتحدة. في 4 أكتوبر 1923، انتهى احتلال الحلفاء لتركيا بانسحاب آخر قوات الحلفاء من إسطنبول.
في ثلاثينيات القرن العشرين، أصبحت العلاقات التركية البريطانية ودية، واستمرت كذلك منذ ذلك الحين. وتم حل التوترات المحتملة مثل وضع محافظة الموصل والعسكرة والوصول إلى الدردنيل والبوسفور. عارضت تركيا الهجوم الإيطالي على الحبشة في عصبة الأمم وكانت الدول الشمولية في أوروبا في طور التحول من الدبلوماسية التحريفية إلى العمل الحربي. وتزايدت المخاوف بسبب طموحات التسلح الألمانية والإيطالية.
وفي عام 1936، تمكنت تركيا من تحقيق مراجعة لنظام ما بعد الحرب في اتفاقية مونترو بموافقة المملكة المتحدة. عندما تعرضت السفن لهجوم من قبل غواصات مجهولة (ربما إيطالية) في البحر الأبيض المتوسط وفي الممر إلى البحر الأسود خلال الحرب الأهلية الإسبانية، بدأت فرنسا والمملكة المتحدة وتركيا دوريات منسقة. وتحسنت علاقة تركيا مع العدو السابق في زمن الحرب بشكل متزايد. في عام 1938، أبرمت تركيا والمملكة المتحدة معاهدة الائتمان والتسليح، وبعد التدمير الألماني لتشيكوسلوفاكيا في مارس 1939، تخلت فرنسا والمملكة المتحدة عن سياسة الاسترضاء وسعت إلى تشكيل تحالف بعيد المدى في جنوب شرق أوروبا كجزء من من سياسة الاحتواء. في مايو 1939، أصدرت المملكة المتحدة إعلانًا لدعم تركيا، وبعد اندلاع الحرب العالمية الثانية، وقعت تركيا والمملكة المتحدة وفرنسا على معاهدة أنقرة الثلاثية في 19 أكتوبر 1939، وتعهد كل منهم بالدعم المتبادل. نظرًا لأن الحلفاء في الحرب الزائفة لم يقدموا الدعم المادي والمالي والصناعي في الوقت المناسب لتقوية تركيا، فقد ظلت حليفة رسميًا ولكنها لم تكن في حالة حرب.

## مقارنة بين البلدين
هذه مقارنة عامة ومرجعية للدولتين:
| وجه المقارنة                                              | المملكة المتحدة                 | تركيا         |
| --------------------------------------------------------- | ------------------------------- | ------------- |
| المساحة (كم2)                                             | 242.50 ألف                      | 783.56 ألف    |
| عدد السكان (نسمة)                                         | 66.02 مليون                     | 80.14 مليون   |
| الكثافة السكانية (ن./كم²)                                 | 272.25                          | 102.28        |
| العاصمة                                                   | لندن                            | أنقرة         |
| اللغة الرسمية                                             | لغة إنجليزية، اللغة الويلزية    | اللغة التركية |
| العملة                                                    | جنيه إسترليني                   | ليرة تركية    |
| الناتج المحلي الإجمالي (بليون دولار)                      | 2.62 تريليون                    | 851.10 مليار  |
| الناتج المحلي الإجمالي (تعادل القوة الشرائية) بليون دولار | 2.72 تريليون                    | 1.57 تريليون  |
| الناتج المحلي الإجمالي الاسمي للفرد دولار أمريكي          | 43.88 ألف                       | 9.12 ألف      |
| الناتج المحلي الإجمالي للفرد دولار أمريكي                 | 40.23 ألف                       | 19.79 ألف     |
| مؤشر التنمية البشرية                                      | 0.907                           | 0.761         |
| رمز المكالمات الدولي                                      | +44                             | +90           |
| رمز الإنترنت                                              | .uk، .gb                        | .tr           |
| المنطقة الزمنية                                           | توقيت غرينيتش، توقيت غرب أوروبا | ت ع م+03:00   |

## مدن متوأمة
في ما يلي قائمة باتفاقيات التوأمة بين مدن بريطانية وتركية:
- ترتبط مانشستر مع أيدين باتفاقية توأمة منذ 1983.
- ترتبط Glenrothes [الإنجليزية]‏ مع برغاما باتفاقية توأمة منذ 2001.[29]
- ترتبط لندن مع إسطنبول باتفاقية توأمة منذ 2015.[30][30][30][30]

## منظمات دولية مشتركة
يشترك البلدان في عضوية مجموعة من المنظمات الدولية، منها:
| علم المنظمة | اسم المنظمة                               | تاريخ انضمام المملكة المتحدة | تاريخ انضمام تركيا |
| ----------- | ----------------------------------------- | ---------------------------- | ------------------ |
|             | بنك التنمية الآسيوي                       | 1966                         | 1991               |
|             | وكالة ضمان الاستثمار متعدد الأطراف        | 12 أبريل 1988                | 3 يونيو 1988       |
|             | منظمة التعاون الاقتصادي والتنمية          | 2 مايو 1961                  | ?                  |
|             | الأمم المتحدة                             | 24 أكتوبر 1945               | 24 أكتوبر 1945     |
|             | الوكالة الدولية للطاقة                    | ?                            | ?                  |
|             | الفريق المعني برصد الأرض                  | ?                            | ?                  |
|             | مجموعة العشرين                            | 26 سبتمبر 1999               | ?                  |
|             | مركز تنسيق الحركة في أوروبا ‏              | ?                            | ?                  |
|             | منظمة حظر الأسلحة الكيميائية              | ?                            | ?                  |
|             | منظمة التجارة العالمية                    | 1995                         | 26 مارس 1995       |
|             | منظمة الشرطة الجنائية الدولية             | ?                            | ?                  |
|             | البنك الإفريقي للتنمية                    | ?                            | ?                  |
|             | منظمة الأمن والتعاون في أوروبا            | 25 يونيو 1973                | 25 يونيو 1973      |
|             | مؤسسة التنمية الدولية                     | 24 سبتمبر 1960               | 22 ديسمبر 1960     |
|             | حلف شمال الأطلسي                          | 4 أبريل 1949                 | 18 فبراير 1952     |
|             | نظام تحكم تكنولوجيا القذائف               | 1987                         | 1997               |
|             | يونسكو                                    | 4 نوفمبر 1946                | 4 نوفمبر 1946      |
|             | مجلس أوروبا                               | 5 مايو 1949                  | 9 أغسطس 1949       |
|             | الاتحاد البريدي العالمي                   | ?                            | ?                  |
|             | البنك الدولي للإنشاء والتعمير             | 27 ديسمبر 1945               | 11 مارس 1947       |
|             | اتفاقية السماوات المفتوحة                 | ?                            | ?                  |
|             | المنظمة الهيدروغرافية الدولية             | ?                            | ?                  |
|             | الاتحاد الدولي للاتصالات                  | 24 فبراير 1871               | 1866               |
|             | مؤسسة التمويل الدولية                     | 20 يوليو 1956                | 19 ديسمبر 1956     |
|             | المنظمة الأوروبية لسلامة الملاحة الجوية   | 1960                         | 1989               |
|             | المركز الدولي لتسوية المنازعات الاستشارية | 18 يناير 1967                | 2 أبريل 1989       |
|             | مجموعة أستراليا                           | 1985                         | 2000               |
|             | مجموعة الموردين النوويين                  | ?                            | ?                  |

## أعلام
هذه قائمة لبعض الشخصيات التي تربطها علاقات بالبلدين:
- آصلى أنور (ممثلة تركية، 10 مايو 1984[42] – )
- بوريس جونسون (سياسي بريطاني، 19 يونيو 1964[43][44] – )
- بيرسي لورين (دبلوماسي بريطاني، 5 نوفمبر 1880 – 23 مايو 1961)
- توفيق رشدي آراس (سياسي تركي، 1883[45] – 5 يناير 1972)
- حسين رؤوف أورباي (27 يوليو 1881 – 16 يوليو 1964)
- ديف محمد (لاعب كرة قدم إنجليزي، 2 ديسمبر 1960 – )
- علي فتحي أوكيار (سياسي تركي، 29 أبريل 1880 – 7 مايو 1943)

## وصلات خارجية
- موقع وزارة الخارجية البريطانية
- موقع وزارة الخارجية التركية